# 怪獣大戦争
『怪獣大戦争』（かいじゅうだいせんそう）は、1965年（昭和40年）12月19日に公開された日本映画で、ゴジラシリーズの第6作。製作・配給は東宝。カラー、シネマスコープ（東宝スコープ）。略称は『大戦争』。監督は本多猪四郎、主演は宝田明。
初回興行時の観客動員数は378万人。

## 概要
東宝の二大特撮看板である「怪獣映画」と、『地球防衛軍』に始まる「空想科学映画」を融合させ、特撮ものの集大成を狙った作品。また、当時流行していたスパイ映画の要素も取り入れられたほか、同年に大映が『大怪獣ガメラ』を公開するなど、翌年の特撮テレビドラマ『ウルトラQ』および『ウルトラマン』の放送に端を発する第一次怪獣ブームに至る土壌ができつつあった。なお、公開当時のポスターには「東宝 ベネディクトプロ作品」と表記しており、資料によっては本作品を日米合作と記述しているが、同年に海外資本で製作された『フランケンシュタイン対地底怪獣』とは異なり、本作品は国内資本で製作された。
登場怪獣はいずれも前作からの続投であるが、ストーリー面では怪獣同士の対決よりも、地球人とX星人の織りなすドラマに重点が置かれており、内容に変化を持たせている。昭和シリーズでのゴジラが地球外へ飛び出して活躍するのは、本作品が最初で最後であった。

## ストーリー
196X年、木星の裏側に発見された13番目の新衛星「X星」の探険に派遣された地球連合宇宙局の宇宙パイロット・富士一夫とグレンは、高度な文明を有しながら宇宙怪獣キングギドラによる襲撃で地底での生活を強いられているX星人と出会う。X星人統制官はキングギドラへの対抗手段として、ガンの特効薬と引き換えに地球怪獣のゴジラとラドンを貸してくれと申し出た。
帰還した富士たちがX星人の要請を発表した結果、地球は歓迎ムード一色となる。さらに、防衛軍の調査でX星人の指摘どおりゴジラが日本の明神湖にて眠っていることが判明する。数日後、円盤で地球を訪れたX星人統制官たちとの交渉が成立するが、富士とグレンはどこかうさん臭さを感じていた。かくして、X星に運ばれたゴジラとラドンはキングギドラを撃退する。
一方、富士の妹であるハルノの恋人にして町のしがない発明狂でもある鳥井哲男は、波川と名乗る美女から自分の発明品である不協和音を発する女性用護身器「レディガード」の商品化契約を持ち掛けられるが、いつまで経っても交渉は進まない。波川の勤務先である「世界教育社」を何度も訪れるうち、彼女がグレンの恋人であることを知って不審に思った鳥井は同社の所有する目倉島の別荘へ潜入するが、捕らえられてしまう。
これらはすべてX星人の罠であり、世界教育社は彼らの地球侵略前線基地の隠れ蓑だった。キングギドラはX星人の電磁波で操られており、ゴジラやラドンも同じく彼らのコントロール下に置かれ、秘密裏に地球に再配置されていた。X星人統制官がガンの特効薬データを装った音声テープで地球の植民地化を宣言し、世界中が暴動で混乱に陥る。その最中、X星人であるにもかかわらずグレンを本心から愛するようになっていた波川は彼への愛を貫いて同胞たちに処刑され、X星人はグレンを捕らえる。
地球に武力を示して24時間以内の降伏か滅亡の選択を迫るX星人に対し、地球連合宇宙局は電磁波を遮断する「Aサイクル光線」でX星人の怪獣コントロールを破る計画を密かに進める。一方、目倉島に囚われた鳥井とグレンは波川の遺した手紙から、レディガードの発する音波がX星人の弱点であったことを知り、隠し持っていたレディガードを用いて島を脱出する。鳥井たちの提案により、レディガードの音波を増幅してX星人に反撃する作戦が計画に加わる。
異変を察知したX星人は期限を待たず円盤と怪獣たちによる総攻撃に移行するが、グレンたちによる手配を経てテレビやラジオの音量を最大にするよう要請するアナウンスが放送され、レディガードの音波の中継が始まる。その結果、X星人は基地ごと致命的な打撃を受け、怪獣たちはAサイクル光線の放射でコントロールから脱する。X星人統制官は、基地を爆破して自らも未来への脱出指令を口走りながら、円盤とともに自爆する。
怪獣たちは自我のままに闘い、もつれ合うようにして水中へ転落する。ゴジラとラドンは消息不明となり、キングギドラは宇宙へ逃亡するという結果に富士とグレンは喜び合うものの、休息の間もなくX星の再調査を命じられて肩を落とすのだった。

## 登場キャラクター
ゴジラ

ラドン

キングギドラ

X星人

## 登場人物
富士 一夫（）
本作品の主人公。地球連合宇宙局局員。短気で、妹思いな性格。
P-1号でのX星調査でX星人に遭遇する。

グレン
もう一人の主人公。地球連合宇宙局局員であるアメリカ人。冷静沈着な性格で、頭に血が上りやすい富士をサポートする。富士とともにX星調査に赴く。
世界教育社の波川とは恋人であるが、その正体がX星人であることは知らなかった。

富士 ハルノ（）
富士一夫の妹で、兄と同様に宇宙局に勤務する。
恋人の鳥井哲男からレディガードを買い取ろうとする波川を不審に思う。
- 演じる沢井桂子は、監督の本多猪四郎から頼りない恋人を支える活発な役柄で、言いたいことをすぐに口にするような女性を演じるよう指導された。その役作りは翌年に同じく本多が監督を沢井が主演を務めた『お嫁においで』でも活かされた。

桜井博士（）
地球連合宇宙局の科学者で、X星探査計画の責任者。鳥井の発明したレディガードをもとに、Aサイクル光線車を開発する。

鳥井 哲男（）
ハルノの恋人である発明家。収入が安定しないうえ、気が弱いためもあって一夫には信頼されていないが、発明品の一つであるレディガードが偶然にもX星人の弱点である音を発するものであったことから、X星人の計画に巻き込まれることとなる。
- 書籍『ゴジラ画報』では、脚本家の金城哲夫がモデルと推測している。
- 鳥井の自室のセットには、過去の東宝特撮作品のプロップが飾られている。

## 登場兵器・メカニック

### 架空
P-1号（）
地球連合宇宙局の新鋭木星探検用宇宙ロケット。2人乗りで、富士・グレンによるX星探査に用いられた。地球からX星まで一切の補給なしで行ける高性能を誇る。昇降用リフトやNBCセンサーを装備しているが、非武装である。
最初の調査の際にX星人に詳しく分析されており、後にガンの特効薬のデータを取りに来た富士・グレン・桜井博士を地球に帰還させるために3人乗りのコピー機がX星人によって用意されたが、X星人の地球攻撃の際に円盤の攻撃で破壊される。
- ゴジラシリーズで初めて登場した宇宙船である。
- デザインは渡辺明と井上泰幸。造形物は1尺サイズのミニチュアだけでなく、X星への着陸シーン用に実物大の下端部分も作られている。エレベーターの下降シーンでは、4メートル大のミニチュアも用いられた。
- その後、このミニチュアは『ウルトラマン』第16話「科特隊宇宙へ」で岩本博士の火星ロケット研究室に飾られたほか、『クレージーの大爆発』（1969年）ではポスターなどの宣伝素材に使われている。2025年の時点では、展示用の復元モデルが存在している。また、グレンたちの宇宙服も、そのヘルメット部分は『ウルトラマン』第25話「怪彗星ツイフォン」に登場する子供の宇宙服に流用されており、2025年の時点で現存が確認されている。

Aサイクル光線車
X星人が怪獣たちを操る電磁波を遮断するためのAサイクル光線を放射する、地球連合宇宙局の切り札である大型車両。地球連合宇宙局の桜井博士が開発した。自走できないため、牽引車を必要とする。
車体には防犯ブザーレディガードの出す音波を元にした、X星人が極端に嫌う不協和音を流すためのスピーカーを装備している。
- デザイン図面は豊島睦が手掛けた。脚本決定稿では、磁力線中断装置を搭載したトラックと記述しており、デザイン時点で磁力線中断装置とその牽引車として描かれた。公開直前の報道では、磁力線の設定のまま記載しているものもあった。
- 模型製作は「アカツキ工芸」に外注され、大型サイズのミニチュア2台と小型サイズのミニチュア4台以上が作られた。発光部分には自動車のルームランプを用いている。自走できないため、大型サイズは牽引車ともどもピアノ線で引っ張って動かし、小型サイズは下から棒をつけて動かしていた。小型サイズのものは撮影で1台爆破されており、編集で2台爆破されたように見せている。
  - その後、『ウルトラマン』第3話・第11話で牽引車抜きで熱線砲車として流用された後、『フランケンシュタインの怪獣 サンダ対ガイラ』に登場するメーサー殺獣光線車に改造された。牽引車は同作品のサーチライト車に改造された。『ウルトラマン』第11話では、メーサー殺獣光線車と熱線砲車が一緒に写るカットがある。
  - ミニチュアのうち1台は、2025年時点で特撮監督の原口智生が所有している。元々は、『ゴジラ』（1984年版）の撮影後に倉庫整理を行った際、造型部に参加していた樋口真嗣が持ち帰ったものであったが、彼はこれを持て余してカメラマンの桜井景一へ渡し、その後に桜井から原口へ預けられたという。このほか、展示用の復元モデルも存在する。

- 脚本では「磁力線中断機を積んだトラック」と記されていた。
- 光線は作画合成で表現している。作画を担当した飯塚定雄は、後に『ウルトラマン』でスペシウム光線の作画について悩んだ際、Aサイクル光線を思い出して真似たという。

X星人円盤（X星円盤）
X星人の宇宙船。脳波によって操縦される。光速の10分の1という高速飛行が可能で、大気圏脱出時の衝撃もP-1号よりはるかに小さい。
機体下部から発射する電磁波で物体を輸送できるほか、イミテーションのP-1号やパラボラアンテナを破壊したレーザー砲を装備する。電磁波でゴジラやラドンを捕えたまま、X星と地球を数時間で往復できる。
- ゴジラとラドンをX星へ運搬する方法は、脚本第2稿では円盤が放つ光線で氷漬けにした両怪獣にロケットエンジンを取り付ける、決定稿では球型円盤に閉じ込めるという描写であった。本多は、ゴジラとラドンの運搬方法について円谷と随分話し合ったと述懐している。
- P-1号やAサイクル光線車と併せ、デザインはすべて渡辺明と井上泰幸による。ミニチュアはFRP製で、内部に電飾を仕込み、操演用のピアノ線からの送電で発光する。直径1メートルのものと、40センチメートルのミニチュアが3機ほど作られた。
- 飛来した円盤が空中でピタリと静止する映像は、フィルムの逆回転で表現している。円盤が湖上に浮かび上がるシーンでは、液体窒素を使って糸を引くような渦を表現している。円盤から発する電磁波は、作画合成で描写している。光線作画を担当した川北紘一は、ゴジラとラドンの輸送シーンが光線作画の一番の見せ場であったと述懐している。
- 地球人との初会談シーンの屋外ロケでは、画面に映る下半分だけの実物大の円盤が作られた。
- 撮影後、ミニチュアは『ザ・タイガース 世界はボクらを待っている』（1968年）に登場するアンドロメダ星の王女シルヴィの自家用宇宙船として流用されている。2025年の時点では、展示用の復元モデルが存在する。

電磁波中和光線砲
X星に設置されている装置。円盤で輸送されたゴジラとラドンを包む電磁波を解く。
- ミニチュアは、『モスラ』に登場した原子熱線砲の上部を改造したもの。

24連装ロケット砲車

- 新撮での登場は本作品が最後であった。

### 実在
- 61式戦車[出典 44]（61式中戦車[147]）
- M24軽戦車[148][73]（M24ジェネラル・チャーフィー軽戦車[147]、M24チャーフィー戦車[112]）
- GMC 2.5tトラック
- 3/4tトラック
- 1/4tトラック
- ニッサン 580型トラック
- M1カービン小銃[149]

## 設定
地球連合宇宙局
国連を母体とする宇宙調査機関。略称はWSA。富士山近くに本部施設を構える。
当初はX星調査のためにP-1号を派遣する。X星人の侵攻後はAサイクル光線車を開発するなど、地球防衛に協力する。

世界教育社
教育玩具の製作販売会社。皇居の堀端に本社を構える。正体はX星人のカモフラージュ企業。
哲男が開発したレディガードの権利を5,000万円で買い取ろうとする。
- 外観には三菱商事ビルヂング（現・三菱商事ビル別館）が用いられた。

レディ・ガード
鳥井哲男が開発した小型護身器。痴漢をトランジスタ発音装置から発する不協和音によって撃退するという仕組みであったが、この音がX星人の弱点でもあった。

明神湖（）
ゴジラが湖底で眠っていた湖。X星人の円盤も潜んでいた。具体的な所在地の言及はないが、鷲ヶ沢から遠くない場所とされる。
- 岐阜県や兵庫県に実在する同名の湖とは無関係の架空の湖である。撮影は本栖湖で行われた。

鷲ヶ沢（）
ラドンが眠っていた渓谷。

目倉島（）
伊豆半島沖の小島。世界教育社の別荘があり、その地下はX星人の侵略前線基地となっていた。

## キャスト
- 富士一夫[出典 46]：宝田明
- グレン[出典 47][注釈 6]：ニック・アダムス
- 波川女史（X星人）[出典 48]：水野久美
- ハルノ[出典 49][注釈 24]：沢井桂子
- 桜井博士[出典 51]：田崎潤
- 統制官[出典 52]：土屋嘉男
- 鳥井哲男[出典 20][注釈 8]：久保明
- 自治代表[出典 53]：佐々木孝丸
- 医学代表[出典 54]：村上冬樹
- 移動司令[出典 55]（自衛隊現地指揮官[177]）：田島義文
- 世界教育社社長[出典 56]（社長[85]）：田武謙三
- 下宿のおばさん[出典 57]：千石規子
- 宗教代表[出典 58]：松本染升
- 防衛代表[出典 59]：清水元
- 世界教育社社員（X星人）[出典 60]（世界教育社社員A[85]）：伊吹徹
- 世界教育社社員（X星人）[出典 61]：鈴木和夫
- 第一調査隊隊長[出典 62]：堤康久
- 第二調査隊隊長[出典 63]：桐野洋雄
- 婦人団体代表[出典 64]（婦人代表[21]）：塩沢とき
- 自衛隊員[出典 65]（防衛隊員[21]）：津田光男
- 防衛隊幹部[15][注釈 25]：熊谷卓三
- 世界教育社社長秘書[出典 66][注釈 26]：宇野晃司
- 宇宙局局員[出典 67]：橘正晃
- 記者[出典 68]：岡豊
- 自衛隊員[出典 69]：緒方燐作
- 宇宙局局員[出典 70]：岡部正
- 宇宙局局員[15][21]：古河秀樹
- 宇宙局局員[出典 71]：清水良二
- 記者[出典 72]：坪野鎌之
- 科学記者[出典 73]（記者[21]）：伊藤実
- ゴジラ[出典 74]：中島春雄
- ラドン[出典 75]：篠原正記
- キングギドラ[出典 76]：広瀬正一
- グレンの声[出典 77]：納谷悟朗

### キャスト（ノンクレジット）
- アナウンサー：池谷三郎[出典 78]
- 世界教育社の男（地球基地のX星人）：勝部義夫[出典 79]、若松明[出典 80]、松原靖[21]、久保田良男[21]
- 自衛隊員（防衛隊隊員[21]）：坂本晴哉[203][21]、加藤茂雄[206][21]、大仲清治[207][21]、満月英世[208]、越後憲三[21]、鹿島邦義[21]、庄司一郎[21]
- 宇宙局員[出典 81]、野次馬[210][21]：門脇三郎
- 宇宙局員：高野文子[211][21]、谷和子[212][21]
- 政府関係者（連合最高幹部会出席者[21]）：榊田敬二[213][21]、生方壮児[214][21]
- 宇宙局局員、国会の聴衆：小松英三郎[215][21]
- 宇宙局員：矢野陽子[216][21]、日方一夫[217][21]、鈴木治夫[218][21]、夏木順平[21]、天見竜太郎[21]、佐藤功一[21]、中馬敦子[21]
- レストランの客：オスマン・ユセフ[219]
- 会議出席者：千葉一郎[220][21]
- 防衛隊幹部：安芸津広[221]、草間璋夫[222]
- X星人：古谷敏[223][21]
- 記者：大塚秀男[21]、桂伸夫[21]
- 湖の群衆：吉田静司[21]
- ラジオ局係員：西條竜介[21]

## スタッフ
参照
- 製作：田中友幸
- 脚本：関沢新一
- 撮影：小泉一
- 美術：北猛夫
- 録音：小沼渡
- 照明：小島正七
- 音楽：伊福部昭
- 整音：下永尚
- 監督助手：梶田興治
- 編集：藤井良平
- 音響効果：西本定正
- 合成：向山宏
- 現像：東京現像所
- 製作担当者：鈴木政雄、小池忠司[注釈 27]
- 特殊技術
  - 撮影：有川貞昌、富岡素敬
  - 光学撮影：真野田幸雄、飯塚定雄
  - 照明：岸田九一郎
  - 美術：渡辺明
  - 操演：中代文雄
  - 監督助手：中野昭慶
- 特技監督：円谷英二
- 監督：本多猪四郎

### スタッフ（ノンクレジット）
- 監督助手：橋本幸治[15][21]、松江陽一[21]、今村一平[21]
- 衣裳：池田誠[15][21]、河合美智子[21]
- スチール：田中一清[15][21]
- 特殊技術
  - 光学撮影：真野田幸雄[21]、徳政義行[21]、川北紘一[出典 82][注釈 28]
  - 小道具：山本久蔵[21]
  - 造型：利光貞三[21]
  - デザイン：小松崎茂[要出典]
  - 美術助手：白崎治郎[15]
  - 特撮編集：皆川泰陣[21]、石井清子[21]
  - 記録：久松桂子[15][21]
  - 製作係：関和郎[15][21]
  - スチール：中尾孝[15][21]

## 同時上映
1965年版
- 『エレキの若大将』

1971年版
- 『アタックNo.1 涙の不死鳥』
- 『いなかっぺ大将』
- 『ムーミン』（第1作の東京ムービー版）
- 『昆虫物語 みなしごハッチ』

## 製作

### 企画
1960年代中ごろにUPAはヘンリー・G・サパースタインに対して、「北米市場で上映するための高品質の怪獣映画」の購入を依頼した。これを受けてサパースタインは東宝と交渉を始め、『フランケンシュタイン対地底怪獣』の製作に参加することになった。彼は、そのまま『怪獣大戦争』の製作にも関わり、初期の段階からサパースタインの意見が企画に取り入れられたことで、本作品は彼にとって初の本格的な共同製作作品となった。後年、サパースタインは「東宝と共同製作した3本の怪獣映画では、製作費の50パーセントを自分が出資した」と主張しているが、本作品は最終的に東宝の単独制作だった。
『フランケンシュタイン対地底怪獣』は、当初『フランケンシュタイン対ゴジラ』として企画されており、その内容がゴジラシリーズから転換した後に本作品の企画が立ち上げられた。東宝映画友の会の会誌にて、『八大怪獣・怪獣大戦争』という会員による企画案が採用されたとする旨が報じられたが、本作品との具体的な関連性は明らかになっていない。脚本第1稿は1965年7月24日、第2稿は8月23日、第3稿は9月30日にそれぞれ印刷された。
サパースタインは、関沢新一の脚本を「型にはまり過ぎている」と感じており、怪獣映画の多くが「科学者や官僚の記者会見や政府の対策会議のシーン」から始まる点に難色を示し、スタッフたちを「より早い段階から観客を引き込む映像を見せるべきだ。会議のシーンは、その後で良いだろう」と説得して回った。また、ゴジラ映画として初めて「宇宙人による地球侵略」という要素が取り入れられた作品となった。

### 配役
サパースタインはアメリカでの上映を見越してアメリカ人俳優を起用することを提案し、最終的にニック・アダムスが出演することになったが、彼は『怪獣大戦争』に先立ち『フランケンシュタイン対地底怪獣』にも出演していた。サパースタインはアダムスについて、「素晴らしい俳優で、真のプロフェッショナルだ。とても協力的で、時間にも正確で台詞も完璧、さらに何でも言うことを聞いてくれる。本当に協力的だった。彼は、その場にいることが大好きだったんだ」と語っている。また、日本のスタッフや俳優たちと積極的に交流し、明るい性格で非常に親しまれた。共演した水野久美は、アダムスから「アメリカにいるワイフ（キャロル・ニュージェント）とは離婚するから結婚しよう」と、劇中さながらにしつこく口説かれたという（詳細はニック・アダムス#日本映画でのエピソードを参照）。アダムスの登場シーンは、1965年10月13日から11月18日にかけての5週間で撮影され、日本語吹替は納谷悟朗が担当している。
波川役の水野は、前作『三大怪獣 地球最大の決戦』でサルノ王女役に予定されていたが体調不良により降板しており、本作品は復帰後、『フランケンシュタイン対地底怪獣』を経ての出演であった。水野が演じた波川のメイクは、本多の意向が反映されたデザインになっている。
X星人統制官役の土屋嘉男は、本多の指示で身振り手振りを即興で作ったほか、フランス語、ドイツ語、芥川龍之介の小説『河童』に登場する河童語を組み合わせた「X星語」を考案した。
脚本第1稿のころに挙がった配役案では、宝田、アダムス、水野、久保のほか、ハルノ役には星由里子、桜井役には上原謙らが候補として挙がっていた。

### 特撮
特技監督は円谷英二、監督助手は中野昭慶が務めた。
明神湖の群衆と円盤の合成シーンではオプチカル・プリンターが使用されており、本作品の合成は高く評価されている。一方で本作品は従来のゴジラ映画よりも低予算で製作されたため、『空の大怪獣 ラドン』『モスラ』『三大怪獣 地球最大の決戦』『地球防衛軍』の映像が流用された。本作品以降、ゴジラシリーズでは過去作品からの映像流用が積極的に行われるようになったが、これについて本多猪四郎は「時間と予算の悪循環だった」と語っている。
劇場公開当時に流行していた、赤塚不二夫の漫画作品『おそ松くん』中のギャグ「シェー」をゴジラが行う場面がある。これについてゴジラを演じた中島春雄や撮影の有川貞昌らは「『シェー！』を撮ろうと言い出したのはオヤジさん（円谷英二）なんだよな」とコメントしている。土屋嘉男は「シェー」を提案したのは自分だったと語っており、円谷はゴジラの擬人化に前向きな姿勢をとっていたため、提案を受け入れたという。一方、本多、中島、有川はゴジラに「シェー」をさせることに反対していたが、円谷は「子供が喜ぶ」といってこれを押し切った。有川は、中島は嫌々演じ、本多も試写で苦笑いしていたと証言している。関沢は、事後承諾であったが円谷からシェーを使いたいと電話で相談され、これをOKしたと述べている。中野によると、このシーンは観客の間で賛否が分かれたという。宣伝用に宝田ら出演者もシェーをするスナップが撮影されたが、沢井桂子は最初は恥ずかしくて抵抗があったと述懐している。
P-1号や富士・グレンの宇宙服デザインはNASAのジェミニ計画を参考にしている。P-1号の模型は複数作られ、最も大きな模型は全長3メートルになった。自衛隊車両のミニチュアの一部は、道路に沿った溝から出した支柱につけてこれを引いて移動させている。宇宙局のセットには、『宇宙大戦争』の発射台のミニチュアなどが流用されている。
X星での戦闘シーンでは、怪獣の巨大感を出すことが難しいため寄りの画が多くなっている。美術の井上泰幸は、X星のセットには金箔を用いたが、扱いが難しくいい効果は出せなかったと述べている。撮影を担当した有川貞昌は、宇宙と地上とでホリゾントを変えねばならず、切り替えに数日かかるためスケジュール調整に苦労した旨を述べている。また、同シーンではゴジラの熱線による発煙を消すのに苦労したと語っている。X星のシーンの撮影に際し、3メートルサイズのP-1号の模型を使いローアングルで撮影しようと試みたところ、模型の大きさのせいで舞台セットの天井が映り込んでしまう事態が発生した。これに対し、井上泰幸は画面に収めるためサウンド・ステージの床を取り壊し、さらに床下を掘り返して全体のアングルを確保し、地下基地から離陸するP-1号のシーンを撮影した。撮影後、無断でサウンド・ステージの床下に穴を掘ったことが問題視されたが、後に井上は『怪獣総進撃』で再び床下に穴を掘って撮影を行っている。
明神湖の煙が立ち込めるシーンでは、魔法瓶に液体窒素を入れて水中で魔法瓶を割り、化学反応を起こして煙を発生させた。円盤が不時着するシーンでは、家庭用扇風機を用いてセットの湖面を波立たせている。ゴジラとラドンを牽引するトラクタービームは飯塚定雄により、渋谷区にあったネオンクラブの看板を参考にデザインされた。ゴジラが湖から引き上げられるシーンでは、ピアノ線だけでは吊り上げられないため、水底にパイプを組んで油圧でミニチュアを押し上げている。
ゴジラのスーツは利光貞三によって新たに製作されている。新しいスーツでは膝頭が取り除かれ、胸骨を目立たないようにしたほか、背びれを小さくして目を大きくしている。この目は、リモコン操作で左右に動くようになっている。キングギドラとラドンのスーツは修正を加えつつ、前作のものを引き続き使用している。キングギドラは金色を基調にした暗めの色合いに修正され、顔のディティールは少なくなっており、ラドンは分厚い翼の上部を薄く平たい形に修正している。ゴジラとラドンは従来の登場作品よりも破壊描写が多くなり、怪獣と人間の合成カットも増えている。
宇宙空間での木星は、グラスワークによって表現している。宇宙ステーションのミニチュアは、『妖星ゴラス』でのものを流用している。ゴジラとラドンを牽引するX星人円盤が宇宙空間を進むシーンでは、『地球防衛軍』でのミステリアン宇宙ステーションのミニチュアも設置されていたが、映像では登場していない。
X星人円盤の光線によって溶かされるパラボラアンテナは、塩化ビニールで作ったミニチュアをライトの熱で溶かしている。撮影は1965年11月19日に行われたがOKとならず、クランクアップ日の12月3日に再撮影された。
ラドンが鉄橋を破壊するシーンでは、直前に通過する列車も撮影されていたが、完成作品ではカットされた。
本作品の後、円谷はゴジラシリーズでは特技監修となり、現場から離れていった。有川は、本多の離脱も含めて次の作品のための充電期間と解釈していたが、円谷の意識はテレビ作品の方へ向いていたという。

### 音楽
音楽は伊福部昭が手掛けた。
オープニングに用いられている「怪獣大戦争マーチ」と通称される曲は、伊福部が戦前に帝国海軍からの委託で作曲した「古典風軍樂 吉志舞」以来、シリーズ第1作『ゴジラ』のBGM「フリゲートマーチ」などに用いられてきた旋律であり、後年にはゴジラファンとしても知られる格闘家の佐竹雅昭のリング入場曲として用いられているほか、現在は自衛隊のイメージ曲として定着している。
ゴジラ、ラドン、キングギドラの各テーマはそれぞれ既存曲を発展させたものとなっている。
X星のテーマは2種類あり、一方は『怪獣総進撃』でキラアク星人のテーマとして流用された。エンディングでは、前作の黒部渓谷のテーマを一部流用している。
クラブのシーンで流れている楽曲は、バイオリニストの黒柳守綱が演奏した。録音テープには黒柳の肉声も残されており、黒柳の娘である黒柳徹子が司会を務める『徹子の部屋』で1996年に伊福部がゲスト出演した際にもこの曲が流された。
喫茶店で流れているBGMは、映画『肉体の学校』（1995年）からの流用曲である。

## 公開

### オリジナル版
1965年12月19日に東宝配給で『エレキの若大将』と二本立てで公開された。観客動員数は378万人、同年の年間興行成績第10位にランクインし、配給収入は1億8,755万円を記録している。ポスターでは沢井桂子の名前を目立たせるため、「66年ホープ」と表記されている。制作費との差分としては大きな収益にはならなかったが、当初より国外展開を見越していたため問題はなかったとされる。
アメリカでは興行収入300万ドルを記録し、ドイツとフランスでは1967年に公開され、チケット販売数141万6731枚を記録している。
2008年には他のゴジラ映画と共にHDデジタルリマスター化され、日本映画専門チャンネルで放送された。2021年には4Kデジタルリマスター化され、他のゴジラ映画7本と共に放送された。

### 短縮版
1971年には『怪獣大戦争 キングギドラ対ゴジラ』と改題され、春の東宝チャンピオンまつりでリバイバル上映された。上映時間は74分。観客動員数は135万人。冒頭の「196X年……」というテロップの代わりに「197X年、……」で始まるナレーションが追加されているほか、一部のシーンにもナレーションが追加されている。なお、一部のスピードポスターでは『ゴジラ・キングギドラ・ラドン 怪獣大戦争』と表記されている。
短縮版の編集はオリジナル版のネガを直接切り取っており、1974年4月11日にテレビ放送された際も短縮版が放送された。
短縮版とは別に、『キングコング対ゴジラ』のタイトルで劇中のテロップ表記がない全長版が1980年代にイベント上映やテレビ放送で公開されていた。

### 海外版
北米へは『Invasion of Astro Monster』（宇宙怪獣の侵略）のタイトルで輸出された後、1970年7月29日に『Monster Zero』と改題されて『フランケンシュタインの怪獣 サンダ対ガイラ』（The War of the Gargantuas、グレン・グレン・サウンドが吹替作業を担当）の再編集版との2本立てでマロン・フィルムズ配給で公開された。上映時間92分。北米での公開に時間がかかった理由として、サパースタインは「東宝が海外上映に積極的ではなかったこと」「技術的な問題があったこと」を挙げている。『バラエティ』誌によると、サパースタインは1966年にポストプロダクションを完了させ、配給会社との交渉を始めたという。また、同誌は1970年9月にも両作を取り上げ、「（配給会社が）可能性が低いと判断し、永らく（UPAの）棚の上に放置されていた」と報じている。
サパースタインは北米での公開に際し、グレン・グレン・サウンドに英語吹替を依頼している。歴代のゴジラ映画は北米上映の際に大幅な編集がされることが多かったが、デイヴィッド・カラットによると『怪獣大戦争』は「ほぼ、そのままの形」で上映されたという。アメリカ版では「X星語」のシーンがカットされたり、明神湖から円盤が飛び立つシーンが短縮されたりしている。また、劇中の波川の手紙が英字表記に差し替えられているほか、タイトルクレジット曲がX星人の円盤が明神湖と鷲ヶ沢からゴジラとラドンを電磁波で運び出すシーンに流れる曲に、Aサイクル光線のシーンの曲がタイトル曲に、それぞれ差し替えられている。これは当時、現地でのゴジラシリーズの興業が低迷しており、そういった改変を行っても興行成績に影響しなかったためである。本作品以降の昭和ゴジラシリーズ作品についても、台詞の吹き替え以外の変更点は見られない。富士一夫などの男性キャラクターの声は、マーヴィン・ミラーが吹き替えている。

### 復元版
劇場公開当時のフィルムには「明神湖」「鷲ヶ沢」のテロップが焼き込まれていたが、再編集時にオリジナルネガが失われ全長版でも視聴不能となり、一時は字幕の存在自体が都市伝説化していた。1986年に発売されたレーザーディスクでは、海外版のマスターポジを編集したものであったため日本語の字幕表示がなかった。
2014年に日本映画専門チャンネルの特集企画「総力特集ゴジラ」で、「明神湖」「鷲ヶ沢」のテロップを現存プリントから復元したものが放送された。後年には2014年に発売されたBDの特典映像として収録されたほか、2018年1月23日に発売されたムック『ゴジラ全映画DVDコレクターズBOX VOL.41』（講談社）の特典としてDVD化された。
2021年に短縮版のオリジナルネガと海外版マスターポジを用いた4Kリマスター版が制作され、同年7月に日本映画専門チャンネルで放送された。2023年には、さらにブラッシュアップが加えられた4Kリマスター版ブルーレイが発売。2025年4月には上映企画「ゴジラシアター」の1本として4Kリマスター版が劇場公開された。

## 評価
Rotten Tomatoesでは7件の批評に基づき、支持率57パーセント、平均評価5.1/10となっている。ロサンゼルス・タイムズのジョン・マツモトは、「『凄まじく酷い映画』であり、『5歳から12歳の一般的な少年たちが魅力的に感じる要素がすべて詰まっている』『意図しない粗雑さによって大人が楽しむ狂乱さに繋がった』」と批評している。
波川役の水野久美は、本作品を最も好きな映画に挙げている。富士一夫役の宝田明は、怪獣や宇宙人の物語を人間ドラマにうまく絡めた関沢の技術を評価している。

## 映像ソフト

### 日本
- 1981年ごろに、短縮版を収録したビデオソフトがVHSとベータの2種類発売[296][242]。品番 TG0632、カラー75分、左右トリミング版[297][242]。1982年に再発売された際は、波川の処刑場面が2度流れるエラー版が存在した[242]。
- VHS
  - 1988年ごろにシネスコ版が発売[242]。品番はTG1708[3][242]。
  - 1991年12月1日に廉価版発売[82][242]。品番TG4292[出典 90]
- LD
  - 1986年5月21日発売[242]。品番はTLL2042[298][242]。シネマスコープサイズが初収録された[242]。
  - 1994年10月1日ニューマスター版発売[242]。品番はTLL2233[57][242]。
  - 1992年8月1日に発売されたLD-BOX「ゴジラ激闘外伝」に、東宝チャンピオンまつり版が収録された[299][242]。
- DVD
  - 2003年5月21日にジュエルケース版が発売[出典 91]。オーディオコメンタリーは土屋嘉男[301][242]。品番はTDV2716D[242]。
  - 2005年4月22日発売の「GODZILLA FINAL BOX」に収録されている[302][242]。
  - 2008年2月22日発売のトールケース版「ゴジラ DVDコレクションII」に収録されており、単品版も同時発売[303]。
  - 2014年5月14日には「ゴジラ60周年記念版」として期間限定の廉価版が発売[304]。
  - 2016年6月15日、東宝DVD名作セレクション版発売[305][242]。品番はTDV26147D[242]。
- BD
  - 2014年7月16日に発売[306][242]。
  - 2019年5月22日に、東宝Blu-ray名作セレクション版が発売[242]。品番はTBR29085D[242]。
  - 2023年11月22日に、4kリマスターBlu-rayおよび4Kリマスター Ultra HD Blu-rayが発売された[242]。品番はTBR33214D（BD）、TBR33213D（UHD）[242]。

### アメリカ
アメリカでは、1983年にパラマウントから『Godzilla vs. Monster Zero』のタイトルでビデオソフトが発売された。2007年にはクラシック・メディアから他のゴジラ映画と共にDVDが発売され、特典として日本版・アメリカ版のリマスター版とワイドスクリーン版、イメージギャラリー、ポスター・スライドショー、予告編、田中友幸のバイオグラフィー、映画史家スチュアート・ガルブレイス4世のオーディオコメンタリーが収録された。

### 映像商品の特典について
国内盤DVDの特典には1972年ごろに発売された、本作品を編集した8mm＋ソノシート「ゴジラ宇宙へ行く！」とセットの絵本「ゴジラ宇宙へ行く！」が収録されている。ストーリーは原典と異なり、X星人が侵略意志のない善玉として描かれている。
劇場用予告編はオリジナルが所在不明だったため、『怪獣大戦争 キングギドラ対ゴジラ』の予告編が収録されていたが、2021年には前述の4Kデジタルリマスター化の際に地方興行用プリントからオリジナルが発見され、それを元にオリジナル予告編が復元されている。

## 漫画
- 少年ブック 1966年新年号付録　作画：江原伸[出典 93]

## その他の作品
ソノシート『怪獣大戦争 キングギドラ対ゴジラ』
東宝チャンピオンまつり版の公開にあわせ、朝日ソノラマから1971年3月15日に発売された。

## 関連作品
- 『空の大怪獣 ラドン』 - 福岡襲撃シーンが本作品に流用されている。
- 『世界大戦争』、『妖星ゴラス』 - 鳥井哲男の下宿の部屋にこの2作品のミサイルや、隼号のミニチュアが置いてある[316]。
- 『地球攻撃命令 ゴジラ対ガイガン』 - キングギドラの破壊シーンが本作品から流用されているほか、宇宙局のミニチュアも再使用されている。
- 『メカゴジラの逆襲』 - 映画ポスターに、劇中に登場しないX星人の円盤が描かれている。
- 『ゴジラ FINAL WARS』 - デザインをアレンジされたX星人が登場している。
- 『クレヨンしんちゃん 爆発!温泉わくわく大決戦』 - 怪獣大戦争マーチが自衛隊の登場シーンで使用されている。